# Pitiglianoit

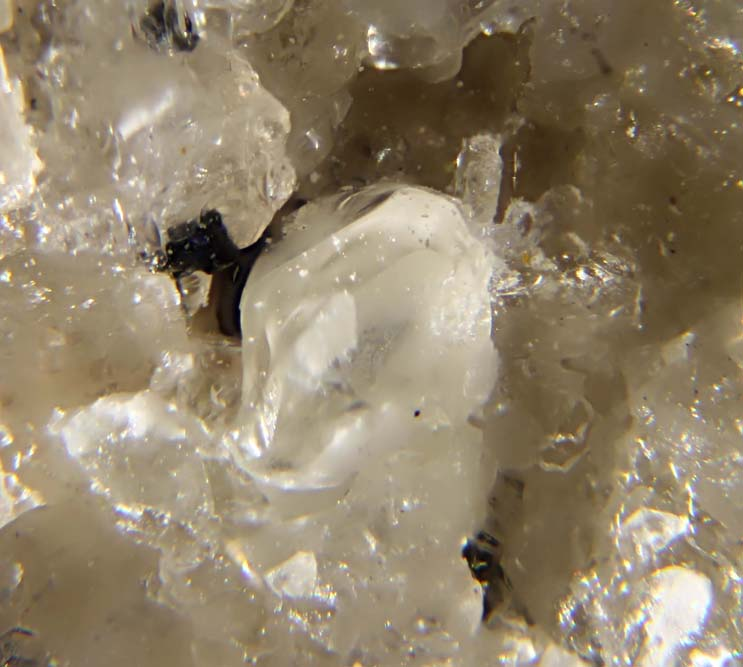

Pitiglianoit (Merlino & al., 1991), chemický vzorec Na6K2[SO4|Al6Si6O24] · 2H2O, je šesterečný minerál.

## Morfologie
Tvoří šestiboké prizmy, omezené {1.0.-1.0} a {0001}, protažené podle [0001], až 4 mm velké.

## Fyzikální vlastnosti
T cca 5, h=2.37; je křehký, lom má pololasturnatý.

## Optické vlastnosti
Je bezbarvý, vryp bílý, lesk skelný. Opticky jednoosý (-), No=1.508, Ne=1.506.

## Naleziště

### Itálie

#### Lazio
Cavalluccio (hora, Sacrofano, prov. Řím)

#### Toskánsko
Casa Collina (Pitigliano u Grosseto) v metasomaticky přeměněných blocích vulkanických vyvrženin v asociaci s apatitem, diopsidem a grosularem; původní naleziště.